# Trygodes maculifera
Trygodes maculifera là một loài bướm đêm trong họ Geometridae.